# Supercoupe du Japon de football 2013
Navigation
Édition précédente Édition suivante
L'édition 2013 de la Supercoupe du Japon est la 20e de la Supercoupe du Japon et se déroule le 23 février 2013 au Stade olympique national à Tokyo au Japon.
Les règles du match sont les suivantes : la durée de la rencontre est de 90 minutes, puis, en cas de match nul, les deux équipes se départageront directement lors d'une séance de tirs au but.
Le match oppose le Sanfrecce Hiroshima, vainqueur de la J League 2012, face au Yokohama F. Marinos, vainqueur de la Coupe du Japon 2012.

## Feuille de match
| Hiroshima ·     |                   |     |
| Titulaires :    |                   |     |
|                 |                   |     |
| 01              | Shusaku Nishikawa |     |
| 33              | Tsukasa Shiotani  |     |
| 05              | Kazuhiko Chiba    |     |
| 04              | Hiroki Mizumoto   |     |
| 20              | Hironori Ishikawa | 74e |
| 06              | Toshihiro Aoyama  |     |
| 08              | Kazuyuki Morisaki |     |
| 27              | Kohei Shimizu     |     |
| 07              | Koji Morisaki     |     |
| 10              | Yojiro Takahagi   |     |
| 11              | Hisato Sato       | 60e |
|                 |                   |     |
| Remplaçants :   |                   |     |
| 13              | Takuya Masuda     |     |
| 17              | Park Hyung-jin    |     |
| 35              | Koji Nakajima     |     |
| 15              | Tomotaka Okamoto  |     |
| 16              | Satoru Yamagishi  | 74e |
| 19              | Lee Dae-heon      |     |
| 09              | Naoki Ishihara    | 60e |
|                 |                   |     |
| Entraîneur :    |                   |     |
| Hajime Moriyasu |                   |     |

| Kashiwa ·         |                    |     |
| Titulaires :      |                    |     |
|                   |                    |     |
| 21                | Takanori Sugeno    |     |
| 04                | Daisuke Suzuki     |     |
| 03                | Naoya Kondo        |     |
| 05                | Tatsuya Masushima  |     |
| 27                | Kim Chang-soo      |     |
| 20                | Akimi Barada       | 58e |
| 10                | Leandro Domingues  |     |
| 07                | Hidekazu Otani     |     |
| 15                | Jorge Wagner       | 79e |
| 11                | Cléo               | 79e |
| 09                | Masato Kudo        |     |
|                   |                    |     |
| Remplaçants :     |                    |     |
| 01                | Kazushige Kirihata |     |
| 23                | Hirofumi Watanabe  |     |
| 29                | Hiroyuki Taniguchi |     |
| 30                | Ryosuke Yamanaka   | 79e |
| 28                | Ryoichi Kurisawa   | 58e |
| 14                | Kenta Kano         |     |
| 18                | Junya Tanaka       | 79e |
|                   |                    |     |
| Entraîneur :      |                    |     |
| Nelsinho Baptista |                    |     |

| Hiroshima ·     |                   |     |
| Titulaires :    |                   |     |
|                 |                   |     |
| 01              | Shusaku Nishikawa |     |
| 33              | Tsukasa Shiotani  |     |
| 05              | Kazuhiko Chiba    |     |
| 04              | Hiroki Mizumoto   |     |
| 20              | Hironori Ishikawa | 74e |
| 06              | Toshihiro Aoyama  |     |
| 08              | Kazuyuki Morisaki |     |
| 27              | Kohei Shimizu     |     |
| 07              | Koji Morisaki     |     |
| 10              | Yojiro Takahagi   |     |
| 11              | Hisato Sato       | 60e |
|                 |                   |     |
| Remplaçants :   |                   |     |
| 13              | Takuya Masuda     |     |
| 17              | Park Hyung-jin    |     |
| 35              | Koji Nakajima     |     |
| 15              | Tomotaka Okamoto  |     |
| 16              | Satoru Yamagishi  | 74e |
| 19              | Lee Dae-heon      |     |
| 09              | Naoki Ishihara    | 60e |
|                 |                   |     |
| Entraîneur :    |                   |     |
| Hajime Moriyasu |                   |     |

| Kashiwa ·         |                    |     |
| Titulaires :      |                    |     |
|                   |                    |     |
| 21                | Takanori Sugeno    |     |
| 04                | Daisuke Suzuki     |     |
| 03                | Naoya Kondo        |     |
| 05                | Tatsuya Masushima  |     |
| 27                | Kim Chang-soo      |     |
| 20                | Akimi Barada       | 58e |
| 10                | Leandro Domingues  |     |
| 07                | Hidekazu Otani     |     |
| 15                | Jorge Wagner       | 79e |
| 11                | Cléo               | 79e |
| 09                | Masato Kudo        |     |
|                   |                    |     |
| Remplaçants :     |                    |     |
| 01                | Kazushige Kirihata |     |
| 23                | Hirofumi Watanabe  |     |
| 29                | Hiroyuki Taniguchi |     |
| 30                | Ryosuke Yamanaka   | 79e |
| 28                | Ryoichi Kurisawa   | 58e |
| 14                | Kenta Kano         |     |
| 18                | Junya Tanaka       | 79e |
|                   |                    |     |
| Entraîneur :      |                    |     |
| Nelsinho Baptista |                    |     |